# Любичево
Любичево (болг. Любичево) — село в Болгарии. Находится в Тырговиштской области, входит в общину Антоново. Население составляет 244 человека (2022).

## Политическая ситуация
В местном кметстве Любичево, в состав которого входит Любичево, должность кмета (старосты) исполняет Хасан Мусов Хасанов (Движение за права и свободы (ДПС)) по результатам выборов правления кметства.
Кмет (мэр) общины Антоново — Танер Мехмед Али Движение за права и свободы (ДПС)) по результатам выборов в правление общины.